# Johann Ignaz Walter
Johann Ignaz Walter, född den 31 augusti 1755 i Böhmen, död den 22 februari 1822 i Regensburg, var en tysk tenorsångare och tonsättare.

## Biografi
Ignaz Walter föddes i Böhmen. Walter var 1789 anställd som hovsångare hos kurfursten av Mainz. Han uppträdde därefter på flera teatrar och senare som direktör vid teatern i Regensburg. Han avled i Regensburg. Walter komponerade flera operor och sångspel, exempelvis Waltron och Der Spiegelritter, mässor och instrumentalmusik.